# Liste des villes de Dominique
Liste des villes et villages de la Dominique.

## Principales villes

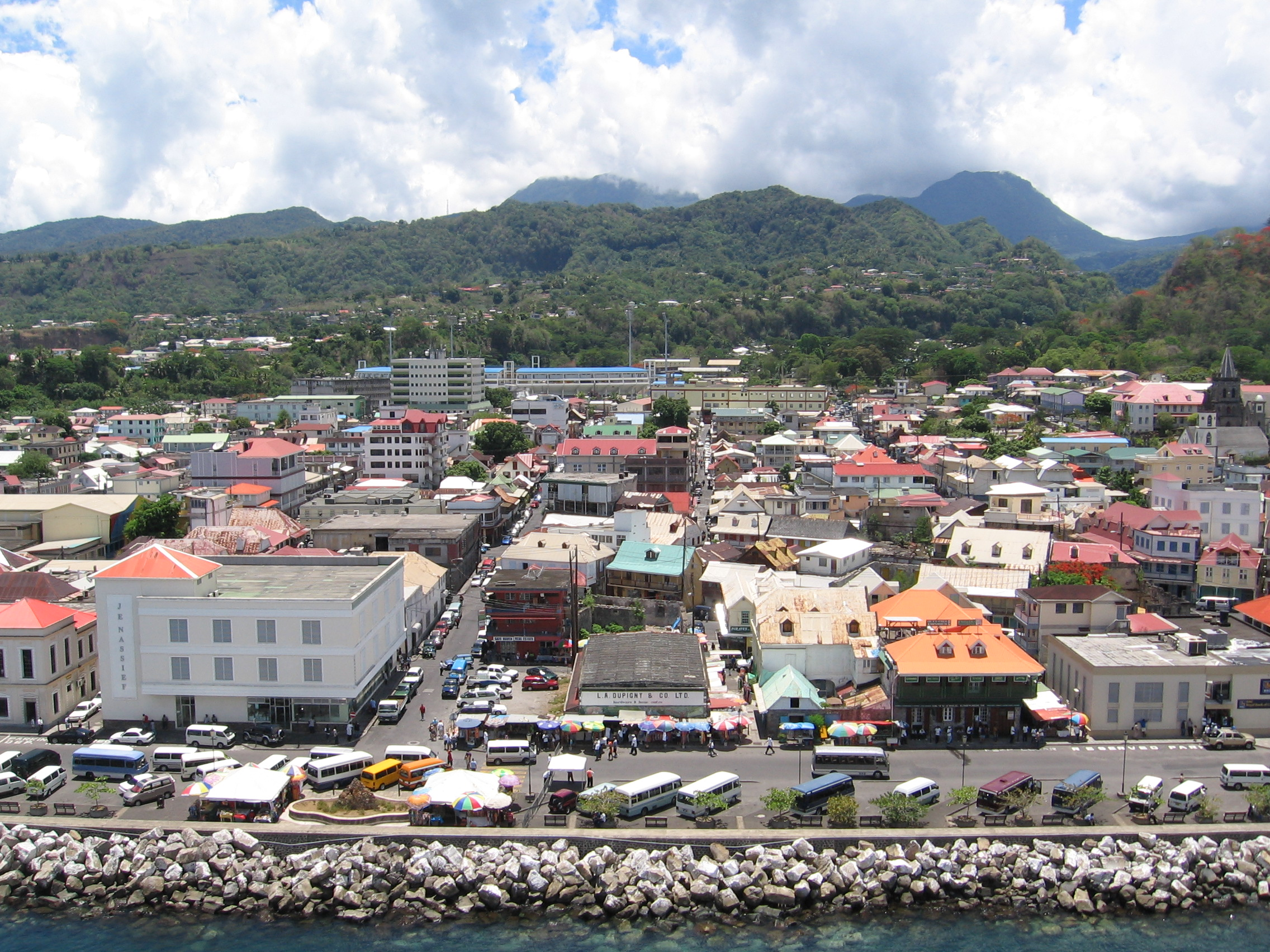
Roseau

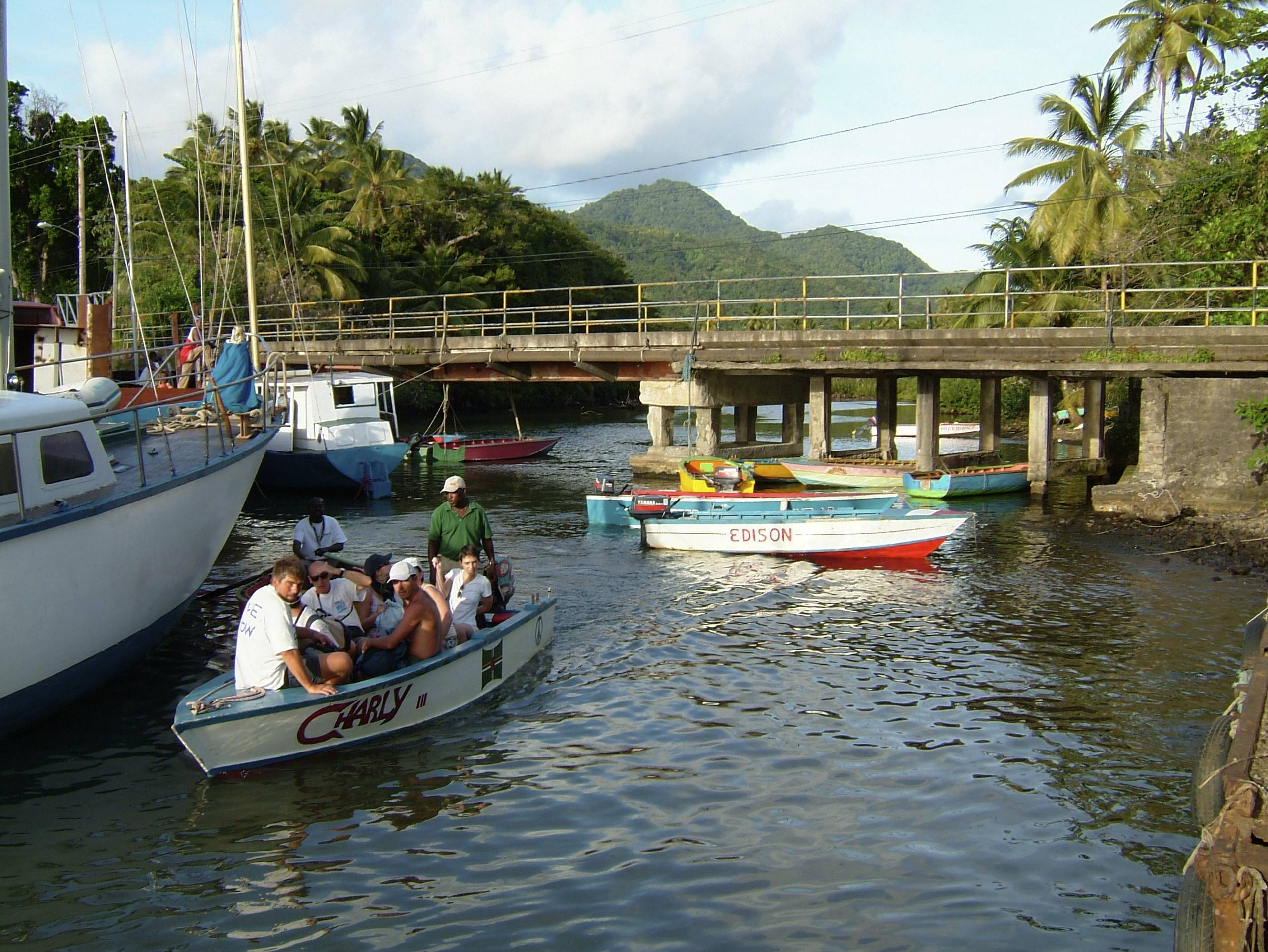
Portsmouth

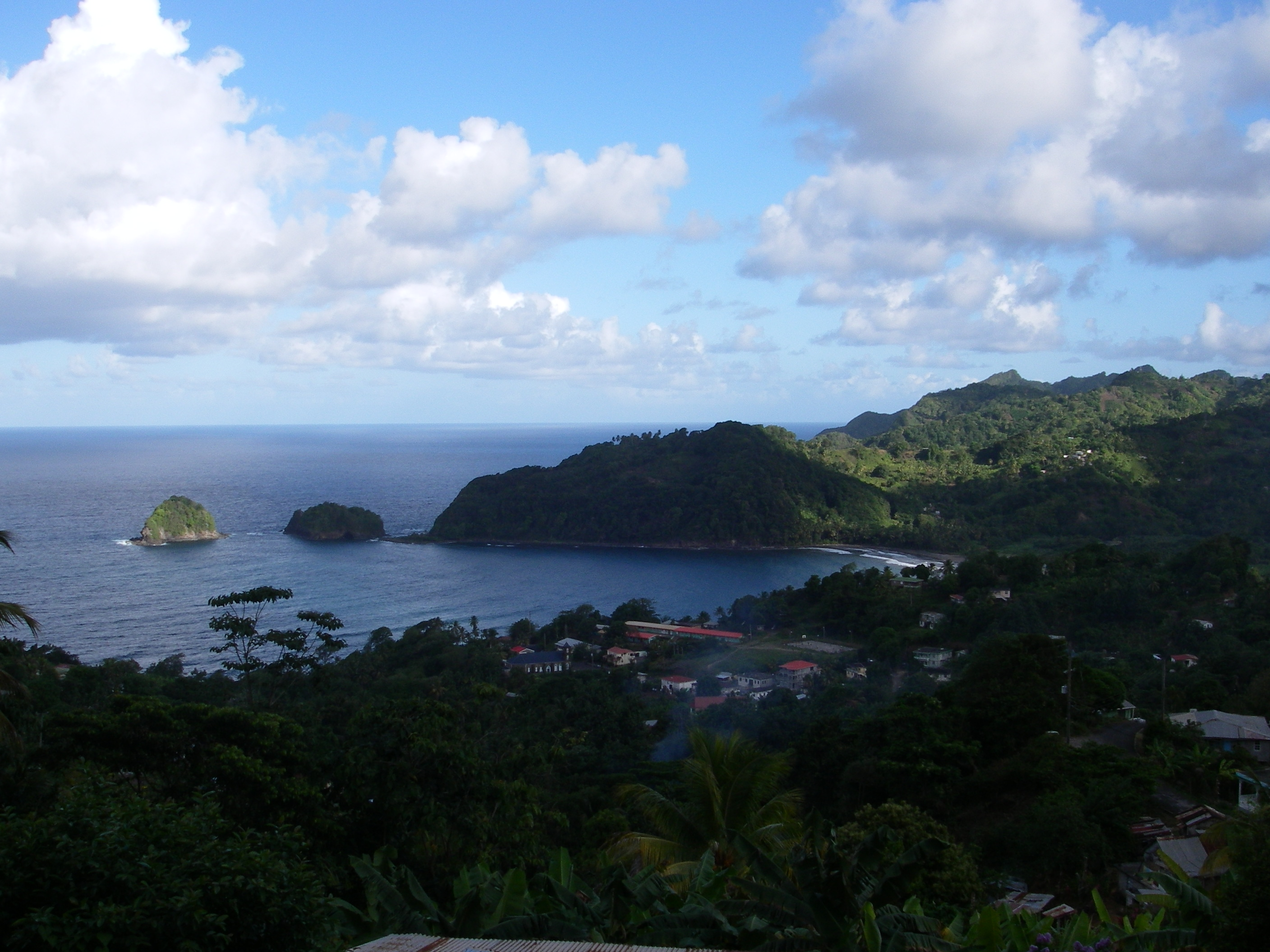
Castle-Bruce

| Rang | Ville         | Population       | Population      | Paroisse      |
| Rang | Ville         | Recensement 1991 | Estimation 2006 | Paroisse      |
| 1    | Roseau        | 16.038           | 16.577          | Saint-George  |
| 2    | Portsmouth    | 3.625            | 3.634           | Saint-John    |
| 3    | Marigot       | 2.663            | 2.670           | Saint-Andrew  |
| 4    | Berekua       | 2.602            | 2.609           | Saint-Patrick |
| 5    | Atkinson      | 2.518            | 2.525           | Saint-Andrew  |
| 6    | Mahaut        | 2.364            | 2.370           | Saint-Paul    |
| 7    | Canefield     | 2.186            | 2.192           | Saint-Paul    |
| 8    | Saint-Joseph  | 2.179            | 2.185           | Saint-Joseph  |
| 9    | Wesley        | 1.929            | 1.934           | Saint-Andrew  |
| 10   | Salisbury     | 1.410            | 1.414           | Saint-Joseph  |
| 11   | Castle-Bruce  | 1.384            | 1.388           | Saint-David   |
| 12   | La-Plaine     | 1.329            | 1.332           | Saint-Patrick |
| 13   | Pointe-Michel | 1.200            | 1.203           | Saint-Luke    |
| 14   | Woodford-Hill | 1.061            | 1.064           | Saint-Andrew  |
| 15   | Calibishie    | 1.018            | 1.021           | Saint-Andrew  |
| 16   | Soufrière     | 1.003            | 1.006           | Saint-Mark    |
| 17   | Coulihaut     | 887              | 889             | Saint-Peter   |
| 18   | Rosalie       | 800              | 802             | Saint-David   |
| 19   | Pont-Cassé    | 700              | 702             | Saint-Paul    |

### Sources
- (de) Cet article est partiellement ou en totalité issu de l’article de Wikipédia en allemand intitulé « Liste der Städte auf Dominica » (voir la liste des auteurs).